# Alma (contea di Jackson, Wisconsin)
Alma è un centro abitato (town) degli Stati Uniti d'America situato nella contea di Jackson nello Stato del Wisconsin. La popolazione era di 983 persone al censimento del 2000. Il villaggio di Alma Center si trova all'interno della città. Anche la città di fantasma di Wrightsville si trova all'interno della città.

## Geografia fisica
Secondo lo United States Census Bureau, ha un'area totale di 58,0 miglia quadrate (150,1 km²).

## Società

### Evoluzione demografica
Secondo il censimento del 2000, c'erano 983 persone.

### Etnie e minoranze straniere
Secondo il censimento del 2000, la composizione etnica della città era formata dal 91,35% di bianchi, l'1,42% di nativi americani, lo 0,20% di asiatici, il 6,71% di altre razze, e lo 0,31% di due o più etnie. Ispanici o latinos di qualunque razza erano il 7,43% della popolazione.